# PlayStation Mouse
PlayStation Mouse (США/Соединённое Королевство: SCPH-1090, Япония: SCPH-1030) — это устройство ввода для PlayStation, которое позволяет игроку использовать мышь в качестве метода управления в совместимых играх. Мышь была выпущена в Японии 3 декабря 1994 года, в день запуска PlayStation.
Сама мышь представляет собой простую двухкнопочную шариковую мышь, которая подключается непосредственно к порту контроллера PlayStation без адаптеров или преобразований и является полностью поддерживаемым аксессуаром Sony. Он был упакован вместе с ковриком для мыши с логотипом PlayStation.
Мышь в основном используется в приключенческих и других играх, управляемых мышью. В последующие годы шутеры от первого лица также используют периферийное устройство для наведения взгляда игрока таким же образом, как и на ПК. Она также используется в аркадной стрелялке из светового пистолета Area 51 в качестве прицельного устройства вместо светового пистолета.

## Список игр, совместимых с PlayStation Mouse
- A-Train[2]
- Arcade's Greatest Hits: The Atari Collection 2
- Arcade Party Pak
- Arkanoid Returns
- Alien Resurrection
- Amerzone
- Area 51
- Ark of Time
- Atari Anniversary Edition
- Atlantis: The Lost Tales
- Baldies
- Breakout
- Broken Sword: The Shadow of the Templars[3]
- Broken Sword II: The Smoking Mirror
- Clock Tower: The First Fear
- Clock Tower[4]
- Clock Tower II: The Struggle Within
- Command & Conquer: Red Alert[5]
- Command & Conquer: Red Alert — Retaliation
- Constructor
- Cyberia
- Die Hard Trilogy
- Die Hard Trilogy 2: Viva Las Vegas
- Discworld
- Discworld II: Missing presumed…!?
- Discworld Noir
- Dracula: Resurrection
- Dune 2000
- Elemental Gearbolt
- Final Doom[6]
- Front Mission: Alternative[7]
- Galaxian 3
- Ghoul Panic
- Irritating Stick
- Jellyfish: The Healing Friend
- Jigsaw Madness
- Klaymen Klaymen
- Lemmings
- 3D Lemmings
- Monopoly
- MTV Music Generator
- Myst
- My Disney Kitchen
- Necronomicon: The Dawning of Darkness
- Neorude
- Oh No! More Lemmings
- Perfect Assassin
- Prism Land Story
- Policenauts
- Project: Horned Owl[8]
- Puchi Carat
- Quake II
- Railroad Tycoon II
- Rescue Shot
- Risk
- Riven: The Sequel to Myst
- RPG Maker
- Sentinel Returns
- Shanghai: True Valor
- SilverLoad[9]
- SimCity 2000[10]
- Snatcher
- Spin Jam
- Starblade Alpha
- Syndicate Wars[11]
- Tempest X3
- Theme Aquarium
- Time Crisis
- Tokimeki Memorial
- Transport Tycoon
- Ubik
- Virtual Pool[12]
- Warhammer: Dark Omen
- Warzone 2100
- X-COM: UFO Defense[13]
- X-COM: Terror from the Deep
- Z